# STOP JAP
『STOP JAP』（ストップ・ジャップ）は、日本のロックバンドであるザ・スターリンの2枚目のオリジナル・アルバム。
1982年7月1日に徳間音楽工業のクライマックスレコードよりリリースされた。作詞は遠藤みちろう、作曲および編曲はザ・スターリンとなっている。過去作は自主制作レーベルよりリリースされていたが、メジャーレーベルである徳間音楽工業と契約し本作でメジャー・デビューを果たした。
レコーディングは1982年3月5日から3月12日まで箱根のロックウェルスタジオ、3月18日から3月23日まで東京のサンライズ・スタジオにて行われたが、後にレコード制作基準倫理委員会より指摘された事で歌詞の大部分の書き直しの必要性が出た上、カラオケが録音されていなかったため急遽5月3日にサンライズ・スタジオにて全曲再レコーディングが行われた。後年、歌詞修正前のバージョンが『STOP JAP NAKED』（2007年）としてリリースされている。
本作からのシングルカットとして同日にシングル「ロマンチスト」がリリースされた他、「アレルギー」が後にリカットされた。その他、過去にシングルやアルバムでリリースされた楽曲も一部歌詞やタイトルを変えて収録されている。本作はオリコンアルバムチャートにおいて最高位第3位を獲得、売り上げ枚数は約12万枚となった。
本作は徳間ジャパンのレーベル内でのヒット賞にて銀賞を獲得した他、ローリング・ストーン日本版の「Rolling Stoneが選んだ日本のロック名盤100選」において第27位、bounce編集部による「日本のロック・スタンダード・アルバム54」にて第22位を獲得、さらにブックオフオンラインの「邦楽名盤100選」およびレコード会社15社合同キャンペーンである「大人の音楽～Age Free Music～」の「もう一度聴きたいオリジナルアルバム 80年代＆90年代」に選定された。

## 背景
前作『trash』（1981年）をリリース後、1982年1月に週刊誌『平凡パンチ』にてザ・スターリンの特集が組まれ、音楽評論家の森脇美貴夫による文章が掲載された。この時期にボーカル担当の遠藤ミチロウはすでに著名な存在となっており、道行く見知らぬ年配者に「脱いでる人」と声を掛けられる事もあったという。4月には週刊誌『アサヒ芸能』にて特集が掲載されたが、この事が切っ掛けで母親に遠藤の活動内容が知られる事となり、「オマエは30にもなって親を辱めるのか」と母親が泣きながら電話を掛けてきたという。6月には初めて音楽誌『ミュージック・マガジン』に特集が掲載された他、『週刊現代』などの一般紙にも記事として取り上げられるようになった。
同時期にメンバーの杉山シンタロウと知り合いであった映画監督の石井聰亙がザ・スターリンのライブを見に来た事が切っ掛けとなり、映画『爆裂都市 BURST CITY』へバンドとして出演する事となった。3月13日に同映画は公開され、メンバーは敵役のバンド「マッド・スターリン」として出演した。しかし映画撮影後の打ち上げとしてライブを行っていた際に、アナーキーのメンバーが殴り込みをかけた事で乱闘騒ぎとなった。アナーキーは殴り込みの理由として、「なんで俺たちを映画に出さなかったんだ」と主張したという。また、映画撮影時のエキストラにはザ・ロッカーズ、ルースターズ、ザ・スターリンの実際のファンが参加していた。
そんな折、本作のディレクターを担当した加藤正文は当時キングレコードに在籍していたが、ジャパン・レコードの三浦光紀から徳間音楽工業でロック専門レーベル（クライマックス・レコード）を立ち上げるという話を受け、スタッフの選定をする事となった。加藤はストラングラーズの日本におけるマネージメントなどを担当していたが、徳間音楽工業に移籍してからは歌謡曲の担当となり辟易していたという。その後、音楽雑誌『DOLL MAGAZINE』の編集者である黒田義之や森脇美貴夫と会った際にザ・スターリンの話題となり、インディーズでリリースしたアルバム『trash』が2000枚を売り切ったという話を聞いたためメジャー・デビューを手掛ける事を検討する事となる。
ザ・スターリンはメジャー・デビュー先のレコード会社として日本コロムビアと契約直前まで話を進めていたが、窓口となっていた森脇に対して加藤は無理矢理にでもザ・スターリンを手掛けさせるよう要請し、森脇が許可したため徳間側で手掛ける事となった。しかし加藤が徳間の上司にザ・スターリンのリリースを相談するも、当時アイドルを中心に売り出していたクライマックス・レコード側から「会社のカラーに合わない」との理由で許可が下りず、社長であった徳間康快が出席する月一回の会合の席に週刊誌や新聞に掲載されたザ・スターリンの特集記事のコピーを大量に持ち込み、社長に直訴する形で許可を迫った。記事のコピーを見た社長は「これを出さないでなにを出すんだ」と述べすぐに許可を出したが、演歌などの他ジャンルの部門は賛同せず、社長以外は誰も賛同者がいないまま制作が進められる事となった。

## 録音、制作
徳間音楽工業からのリリースが決定しアルバムのコンセプトや音作りのためのミーティングが行われるようになり、リハーサルスタジオには加藤および森脇も同席するようになった。レコーディングは1982年3月5日から3月12日までに箱根のロックウェルスタジオでリズム録りおよびギター録りが行われ、同年の3月18日から3月23日まで東京のサンライズ・スタジオで歌入れが行われた。ロックウェルスタジオは広大な敷地の中で木々に囲まれた巨大な別荘風のスタジオであり、それまで高円寺や阿佐ヶ谷の狭く臭いスタジオでのみ演奏していたメンバーは圧倒され、修学旅行における中学生のように嬉々としていたと述べている。
本作は森脇がプロデューサーとなり、森脇のイメージをディレクターの加藤およびレコーディング・エンジニアの島雄一が実現するという体制になっていた。それまで一発録りしか経験していなかったドラムス担当の乾純は、最初にドラムスのみのレコーディングを行うことに反発したものの説得され、ドンカマチックに合わせて演奏することを指示された乾は加藤および島に対しても反発し島に「じゃあ、お前がやってみろよ」とドラムス演奏を行うことを要請したものの、島は名うてのドラマーであったため当たり前のように目の前で演奏され、自尊心を失った乾は島から叩き方やキックの踏み方まで指導を受けることになった。結果としてドラムスのレコーディングだけで3日間の時間を要したが、続く杉山のベースやタムのギターのレコーディングは円滑に進み、遠藤のボーカルレコーディングは難航したものの限界まで時間を使用して仕上げたと乾は述べている。レコーディングは3月12日に完了し、翌3月13日は映画『爆裂都市 BURST CITY』の公開日であった。ミックス・ダウンは3月末には完成しており、事前に自主規制はしていたもののレコード制作基準倫理委員会の指導により、ほぼ全曲に近い歌詞が規制の対象となり大幅に歌詞の修正を余儀なくされたため、5月3日に修正した歌詞で再度の歌入れがサンライズ・スタジオにて行われた。さらにカラオケを録音していなかったために歌のみを録音し直す事ができず、ミックスも全てやり直す事を余儀なくされた。
歌詞の修正に関しては、スタッフは問題の個所に自主規制音（ピー音）を入れる事を提案するも作詞した遠藤は猛反対し、その事によって周りのスタッフも遠藤が日本語の歌詞に強いこだわりを持っている事を初めて認識したという。また歌詞の変更内容に関しても遠藤は深刻に捉えており、「この歌詞がだめになると、全体の歌詞の意味が、自分の意図が通じなくなる」として規制対象以外の歌詞も変更している。この事に関し遠藤は当時の雑誌で「ワイセツな事とか差別的な事、残酷なところとかが全部カットされたんです。40ヶ所くらい。けずられた歌詞は表現を柔らかくするのではなくて、まったく別の歌にしたんですけどね。制限されたから駄目という気持はまったくないです」と答えている。また別のインタビューにおいて遠藤は差別用語や放送禁止用語だけではなく「狂う」という言葉が禁止にされたことについて苦言を呈しており、「短小早漏」という言葉が禁止されたことについては「曲の意味が全然なくなる」ためにやむを得ず「修正不能」に置き換えたと述べている。

## 音楽性とテーマ
遠藤は情報誌『スコラ』においてレコード制作基準倫理委員会に対して以下の発言を行っている。
『ストップ ザ 日本人』思想でおまえも非国民
オレの生まれた東北なんて、日本の中の第三世界。二千年来、いわゆる日本にいじめられつづけてきた反動で、第二次大戦では輝ける皇軍の騎手としていちばん一生懸命人を殺したという皮肉な歴史をもっている。
いちばんズルいやつらは絶対傷つかないのだ。だまされるなよ。きれいごとの話の裏には必ずえげつない現実が付着しているんだ。ニッポンなんていう甘い響きには反吐がでる。しかしおいらは悲しいけど日本人。—遠藤ミチロウ, 
情報誌『スコラ』
森脇による表向きの音作りはセックス・ピストルズを目指すというものであり、乾によれば「豊潤な低音を響かせ、メロディ・ラインを明確に」という方向性は「産業ロック」に近づく懸念があったためメンバーは不本意に感じていたという。乾は森脇の意見に反発し、加藤に対して説得を試みたものの両名共に乾よりも上手であり抑え込まれていたと述べている。当時はパンクムーブメントが下火になっており、P-MODELなどのテクノポップがブームとなっていた事から、本作ではあえて純粋なパンクバンドの音作りを目指していたと遠藤は述べている。当時の東京ロッカーズがニューヨーク・パンクから影響を受けていたこともあったためあえてロンドンパンクのような音作りを目指し、セックス・ピストルズのようなバンドが周囲に存在しなかったため、「俺たちが日本のピストルズになってやる」との考えから同バンドを意識した曲がいくつか制作され、その内の1曲が「MONEY」であるという。また同バンドがギターの音を20回重ねているとの噂に影響され、本作でもギターの音を複数回重ねて録音している。
音の質感に関して森脇はセックス・ピストルズをイメージしていたが、遠藤はパティ・スミスのような音が好みであり、曰く「ニューヨークの煉瓦の建物が冷や汗をかいてる音」というように湿った質感のある音質にしたいと要請した。しかし元ドラマーである島が完成させた音を遠藤は気に入らず、メンバー、スタッフともに不満を残す結果となった。また日本のハードコアバンドの始祖とも言われているチフスから加入したタムの影響により、「STOP JAP」や「負け犬」のようなハードコア・パンクの曲も制作された。その他、「ワルシャワの幻想」は前作『trash』の時点では「メシ喰わせろ」というタイトルであり、この曲は町田町蔵が所属していたINUのアルバム『メシ喰うな!』（1981年）の表題曲に影響されて制作された。同曲を初めてライブにて披露した際に、遠藤は全裸で犬の首輪をつけて四つん這いで歌唱し、「まさに犬」というパロディを行っていた。「メシ喰わせろ」は「メシ喰うな!」への返歌であったが、実はINUの「メシ喰うな!」も矢野顕子のアルバム『ごはんができたよ』（1980年）の表題曲への返歌であったため、二重の返歌になっていると乾は述べている。収録曲に関しては、前作『trash』の際に当時の持ち曲をほぼ全て収録していたため、本作では慌てて制作した曲やこれまでアルバムに収録していなかった曲を急遽集めた他、過去発表済みであった曲をタイトルを変えて収録するなどして制作されたため、遠藤は本作を「結構寄せ集め的なアルバムなんですよ」と述べている。また遠藤によると本作の音楽的な評価はあまり高くなく、前作『trash』の方が高評価であったという。

## 楽曲

### SIDE 1
1. 「ロマンチスト」
ザ・スターリンのメジャーでのファースト・シングル。原題は「主義者（イスト）」であり、歌詞が「夕焼けみながら マスをかく」から「夕焼けみながら 即席平和」に修正されている[4]。テープスピードを上げて再生された音源が収録されている[4]。詳細は「ロマンチスト」を参照。
2. 「STOP JAP」
歌詞が「頭のてっぺん狂い出し」から「頭のてっぺん浮かれ出し」に修正されている[4]。
3. 「極楽トンボ」
原題は「短焦燥漏」であり、歌詞が「短焦燥漏」から「完全無欠 修正不能 極楽トンボ 極楽トンボ」に修正されている[4]。遠藤は「短小早漏」という言葉が使用できなることで曲の意味自体が失われると述べ、「審査員に短小コンプレックスの奴がいたとしか思えない」と述べている[23]。また、歌詞の修正が不可能なため「修正不能」という言葉に変更を余儀なくされたが、これについて遠藤は「もうマンガだね、こうなると」と述べている[23]。
4. 「玉ネギ畑」
原題は「コルホーズの玉ネギ畑」であり、歌詞が「私は今からおまえを殺す」から「私は今からおまえをおろす」に修正されている[4]。元々はインディーズにてリリースされたEP盤『スターリニズム』（1981年）に収録されていた。
5. 「ソーセージの目玉」
歌詞修正は行われていない[4]。
6. 「下水道のペテン師」
歌詞が「腐った肉まで」から「腐った壁まで」、「肛門あたりが ただれ落ちる」から「いけないところに 無理矢理詰め込み」、「ネズミは皮を 剥がれて死んだ」から「雑巾みたいに ボロボロになった」にそれぞれ修正されている[4]。また、没テイクには「アメリカばかりがなぜ赤い」の箇所が「メンスの日には雨が降る」になっているバージョンが存在した[4]。
7. 「アレルギーα」
原題は「原発メニュー」であり、歌詞修正は行われていない[4]。シングル・ヴァージョンとはミックスが異なる。詳細は「アレルギー」を参照。
8. 「欲情」
歌詞が「ボッキしたのは」から「バックしたのは」に修正されている[4]。乾によれば当初は「ファックしたのは」という歌詞であり「バックしたのは」に変更した後、乾が「バックにするとよけいにいやらしいね」と遠藤に告げたところ、遠藤は「ね、いやらしいよね!」と嬉しそうにしていたと述べている[23]。
9. 「MONEY」
原題は「YOU」であり、歌詞が「偏執狂だぜ おまえはきっと」から「上昇思考だ おまえはきっと」に修正されている[4]。

### SIDE 2
1. 「STOP GIRL」
歌詞修正は行われていない[4]。
2. 「爆裂（バースト）ヘッド」
歌詞が「近親憎悪は金属バットで憎しみ合える」から「原発アタマは金属バットで憎しみ合える」、「殺してしまえ」から「つぶしてしまえ」、「坊主アタマが爆弾まきつけ」から「坊主アタマに爆弾まきつけ」、「おまえはいつまで気狂いピエロの真似をする」から「おまえはいつまで天才くずれのふりをする」にそれぞれ修正された[4]。
3. 「MISER」
原題は「白日夢」であり、歌詞修正は行われていない[4]。「ロマンチスト」と同様にテープスピードを上げて再生された音源が収録されている[4]。
4. 「負け犬」
歌詞が「負け犬 負け犬 分裂病を育てる」から「負け犬 負け犬 掟はいつもリンチだ」、「裁判官は狂いだす」から「裁判官は正直だ」、「しゃしゃり出れば 非国民」から「しゃしゃり出れば モルモット」、「負け犬 負け犬 精液ばかり溜め込む」から「負け犬 負け犬 監禁されてもおっ立てる」にそれぞれ修正されている[4]。「裁判官は狂いだす」の部分に関しては「狂う」という言葉自体が禁止とされたため二重の意味で変更を余儀なくされた[31]。レコード倫理審査会の見解は裁判官という神聖な存在を侮辱してはならないというものであり、裁判官が嘘つきであるというのが遠藤の主張であったもののあえて「裁判官は正直だ」に変更、これについて乾は「裏返しにされたコトバ。これこそがミチロウの歌詞の真骨頂だ」と述べている[31]。
5. 「アレルギーβ」
歌詞修正は行われていない[4]。
6. 「ワルシャワの幻想」
原題は「メシ喰わせろ!」であり、歌詞修正は行われていない[4]。元々はインディーズにてリリースされたアルバム『trash』に収録されていた。共産主義の到来により、幸せになれると思っていたが一向に改善されない貧しい生活を歌っている。スネアドラムにゲート・エコー（英語版）が掛けられている[4]。

### 2003年盤ボーナス・トラック
1. 「LIGHT MY FIRE」
シングル「ロマンチスト」のB面曲であり、ドアーズの楽曲「ハートに火をつけて」（1967年）のカバー。歌詞が「両目をつぶした生贄だ」から「両目をなくした生贄だ」、「オレがさし出した指を 一本一本焼いてる」から「オレがさし出した指と 一本一本溶け出す」、「トンネルの中で火あぶりだ」から「トンネルの中で焼けおちる」にそれぞれ修正されている[4]。「トンネルの中で火あぶりだ」は1972年に発生した北陸トンネル火災事故を思わせるため禁止とされた[32]。
2. 「アレルギー(single version)」
3. 「NO FUN(single version)」
ザ・ストゥージズのアルバム『イギー・ポップ・アンド・ストゥージズ（英語版）』（1969年）収録曲のカバー。歌詞修正は行われていない[4]。
4. 「ワルシャワの幻想（未発表ライヴ）」
1982年5月8日に行われた日比谷野外音楽堂公演の音源から収録されている。
5. 「アーチスト（未発表ライヴ）」
1982年5月8日に行われた日比谷野外音楽堂公演の音源から収録されている。

## リリース、アートワーク
本作のリリースは当初1982年6月25日の予定であったものの上記の歌詞修正問題が発生したため、7月1日に徳間音工よりリリースされた。また、当初雑誌などでアルバムタイトルは『NO!』と告知されていた。歌詞カードに記載されているヨシフ・スターリンの写真は革命資金を調達するために銀行強盗をして逮捕された時に警察によって撮影されたものであり、遠藤が中野区にある図書館で発見しコピーして無断で使用したものである。同日には「ロマンチスト」がシングルカットとしてリリースされたほか、同年8月25日には「アレルギー」がリカットとしてリリースされた。
初回プレスは赤いヴィニールレコードで、特典として「肉」が収録されたソノシートが封入されていた。当時同時にリリースされていたカセット版では、「LIGHT MY FIRE」、「NO FUN」が追加収録されていた。これに関して遠藤は「ドアーズの『LIGHT MY FIRE』なんかも入れるつもりだったんですけど、まあ、最初だから全部オリジナルの方がいいだろうと。話題になるんじゃないかっていう助平根性で、シングルのB面には入れてますけど」と述べている。
その後、1986年にリリースされた『Best sellection』にて次作アルバム『虫』とのカップリングで初CD化され、以後1989年および1993年に再リリースされ、1998年にはデジパック仕様で再リリースされた。2003年には初めてデジタルリマスタリングされた上で紙ジャケット仕様にて再リリースされた他、2015年にはSHM-CD仕様で再リリース。2016年にはアナログ盤として再リリースされた。2020年9月30日には徳間ジャパンコミュニケーションズ創立55周年企画の第1弾としてハイ・クオリティCDにて再リリースされた。また、本作の歌詞修正前のお蔵入りの音源は、後に『STOP JAP NAKED』（2007年）としてリリースされている（後述）。

## プロモーション
加藤は森脇とメンバーとで3か月以上に渡り、夕方から朝までミーティングを行い続けた。宣伝活動費はあまり与えられず、レコーディングのリハーサルを高円寺などにある安いリハーサルスタジオで行い、公園やドーナツ屋など費用の掛からない場所で缶コーヒーのみでミーティングを行い、酒類は一切口にしなかったという。乾によれば徳間音楽工業側からまだ資金が提供されていない段階であり、喫茶店に行く金も持ち合わせていなかったために高円寺においてはサンチェーンでサンドイッチや缶コーヒーなどを購入した上で、高円寺駅南口広場で朝まで毎日のようにミーティングを重ねたと述べている。また告知用のチラシなどもメンバー自らが作成し、森脇の指示によってチラシの配布もメンバー自身で行っていた。
1982年3月20日にはテレビ埼玉の音楽番組『ミュージック・ニューウェーブ』の公開録画が行われ、ザ・スターリンが出演することになった。テレビ局内のホールには若い女性のみで観客席が埋め尽くされており、ザ・スターリンの演奏に対して着席した状態で手拍子を取っている映像が放送された。この映像に対して乾は「バカバカしさは天下一品」「世界中どこ探しても良家の子女が手拍子を打つパンク・ギグの映像なんてあるわけがない」と揶揄したものの、本作レコーディング完了から1週間後に収録された当日の演奏は高く評価しており、「4人それぞれの演奏が一点に向かって収束されている」と述べている。当日の収録には「ボヘミアン」（1982年）のヒットで知られる葛城ユキが参加していることから乾は番組名と内容が合致していないことを指摘した上で、乾は「案の定の客層、やつらの常識をことごとくぶち壊すのが自らに課したミッション」であったと述べたものの、録画収録のため過激な破壊行為はカットされるとの判断から何も出来なかったと述べている。
森脇の戦略では前作『trash』が2000枚売れた事に対し、メジャーでは10倍の2万枚は売らなくてはならないとの考えがあったが、リリース後には2万枚は即完売した。当時のロックバンドとしては異例の売り上げ枚数となったが、森脇はもっと売らないとだめだと言い張り、結果として12.6万枚の売り上げを達成する事となった。しかし演歌中心であった徳間側の待遇は芳しくなく、会議や試聴会などで曲をかけるなと要請され、頭にきた加藤は無理矢理5、6曲かけるなどし、余計に嫌われるという事態を引き起こした。

## ツアー
本作リリース前となる1981年12月31日から翌1982年1月1日にかけて行われた「ASAKUSA NEW YEAR ROCK FESTIVAL ROCKER達 立ち止まるな ゴールはまだ見えない」へのザ・スターリンの出演が決定し、前作『trash』レコーディングの最中にレコーディングスタジオ近くとなる目黒駅西口付近の路上にて、同イベントライブのパンフレット用の写真としてメンバー全員が揃った写真が撮影された。遠藤は出演直前に沢田研二やシャネルズなどの著名なミュージシャンの楽屋に忍び込み、差し入れのおせち料理を盗み出して出番の際に客先に向けて投げ込む行為を行った。出番を終えて楽屋に戻った際に主催者である内田裕也と安岡力也が来訪し、威圧感から身構えていたメンバーであったが、内田および安岡は「よくやってくれた、これからもがんばれよ!」と発言した上で1万円札が入った「お年玉」を全員に配ったという。同ライブ終了後、ザ・スターリンは本作のレコーディングのため2か月ほどライブ活動を休止することになった。
1982年3月24日には映画『爆裂都市 BURST CITY』の打ち上げライブが行われ、映画に出演していたザ・ロッカーズやルースターズと共にザ・スターリンも出演した。演奏の最中に遠藤が撒いた紙コップの水が観覧に訪れていたアナーキーのボーカルである仲野茂に命中し、同映画に出演すべきであるのはザ・スターリンではなく自分達であると主張していた仲野は激高しザ・スターリンのメンバーと乱闘状態になった。この時に乾も負傷したが、後に仲野からお詫びの連絡があったと述べている。
同年5月8日にはイベントライブ「五烈」が日比谷野外音楽堂において開催され、当日の演奏が遠藤、タム、杉山、乾の4名による時代の絶頂期であったと乾は述べている。「五烈」とはアナーキー、ARB、BOWWOW、ザ・ロッカーズおよびザ・スターリンを「烈しい5バンド」として選抜したための名称であり、映画『爆裂都市 BURST CITY』の影響もありまだ出番ではないにも拘わらず会場からは「スターリン!」というコールが鳴りやまなかったという。ザ・スターリンの出番が来ると会場の様々な場所で爆竹の破裂音が響き、司会の内田裕也が諫めようとするもさらにコールは大きくなり、バンド転換にためのセッティング中にも鳴りやまない状態になった。メンバーは豚の臓物と首を用意しており、内田は事前の段階では「じゃんじゃんやってくれよ」と発言していたにも拘わらず本番直前に「やめてくれ」と言い出したため、結果として本番では臓物のみが客席に投げ込まれた。乾は全曲終了後にシンバルが付いたままのシンバルスタンドを客席に投げ込んだ後、自らも客席に飛び込むパフォーマンスを行った。当日の模様はテレビ朝日系ワイドショー『女のひろば』（1980年 - 1982年）において放送され、番組に出演した遠藤は司会の桐島洋子と共演、これ以降遠藤のメディア露出の機会が大幅に増えることになった。同時期に布袋寅泰に誘われた遠藤と乾は渋谷LIVE INNで行われたBOØWYのライブを観覧しており、その後布袋からザ・スターリンへの参加を希望する話を乾は受けたと述べているが、結果として布袋がザ・スターリンに加入することはなかったという。

## 批評
| 専門評論家によるレビュー | 専門評論家によるレビュー |
| レビュー・スコア         | レビュー・スコア         |
| 出典                     | 評価                     |
| ------------------------ | ------------------------ |
| 女性セブン               | 肯定的                   |
| CDジャーナル             | 肯定的                   |
| OKMusic                  | 肯定的                   |

本作リリース当時の批評家からの反応として、ラジオDJの小林克也は雑誌『女性セブン』内のアルバム批評コーナーにおいて、「音楽的にはたいしたことやってない」と音楽性に関しては否定的な指摘をしているが、「彼らの存在そのものがスゴイ。レコードではかなりポップになっているが、全15曲、ひたすら歌いまくるパワーには圧倒される」と存在感や圧倒感に関して肯定的に評価している。
後年の評価として、音楽情報サイト『CDジャーナル』では、本作を「遠藤ミチロウによる言葉の洪水と疾走する演奏」と要約し、過激なライブ・パフォーマンスに注目されがちであった事と比較して、「あらためて聴くとメロディはキャッチー、アレンジもどストレートで、大ヒットを記録したのも納得」と音楽性に関して肯定的に評価、音楽情報サイト『OKMusic』にてライターの帆苅竜太郎は、「日本のパンクロック云々以前に、ストレートなR&Rアルバムとしてもう少し評価されていいと思った」と語っており、「初めてロックバンドを組む人たちには『STOP JAP』収録曲のコピーはテクニック的にも思想的にもジャストフィットすると思う。ロックバンド初心者のスタンダードナンバーとしてお勧めしたいほどだ」と演奏のしやすさや理解が容易である事に関して肯定的に評価している。また、歌詞に関しては「遠藤ミチロウの作詞センスはすごいのひと言だ。30年経ってもまったく色褪せた印象がない」と革新性と普遍性を高く評価し、「日本語の響きと語彙で聴く人の耳朶に訴えかける純文学に近い遠藤ミチロウの作風は日本のパンクロックシーンのエポックメイキングであり、今もって他の追随を許さない偉業であろう」と絶賛した。

### 称賛/栄誉
本作はオリコンチャートで初登場第48位、最高順位第3位を記録し、最終的に約12万枚を売り上げるヒット作品となった。しかし当時の徳間ジャパンからは歓迎されておらず、徳間ジャパン内のヒット賞において本来金賞であるところが銀賞にされてしまい、また授賞式への参加を拒否された。
その他、ブックオフオンラインの「邦楽名盤100選」に選定されたほか、ローリング・ストーン日本版2007年7月号の「日本のロック名盤BEST100」において第27位を獲得、bounce編集部による「日本のロック・スタンダード・アルバム54」にて第22位を獲得、レコード会社15社合同キャンペーンである「大人の音楽～Age Free Music～」の「もう一度聴きたいオリジナルアルバム 80年代＆90年代」においても本作が選定された。

## チャート成績
本作はオリコンアルバムチャートにおいて初登場第48位となり、その後売り上げを伸ばし最高位第3位を獲得した。売り上げ枚数は12万枚を超えるなど当時のパンク・ロックバンドとしては異例の売り上げとなった。しかし映画への出演や本作でのメジャー・デビューなど、世間一般への認知度が高まる事と反比例して、当時の日本のハードコア・パンク関連のバンドからは反発される存在となっていた。当時ALLERGYに所属していた宙也は遠藤に対しては好意的に捉えていたが、ザ・スターリンを疎ましく思う空気がハードコア系のバンドに流れていた事を指摘しており、ザ・スターリンへの反発心から生まれたのがハードコアシーンとポジティヴ・パンクであると述べている。またザ・スターリンがLIZARDと不仲であるとの噂も影響し、他バンドからの嫌がらせや暴力沙汰もあったという。

## STOP JAP NAKED
『STOP JAP NAKED』（ストップ・ジャップ・ネイキッド）は、日本のロックバンドであるザ・スターリンのリミックス・アルバム。
2007年10月24日にいぬん堂よりリリースされた。ザ・スターリンのメジャー・デビュー・アルバム『STOP JAP』（1982年）はレコード制作基準倫理委員会の指摘により歌詞の大部分が問題とされたため、歌詞を修正し再レコーディングが行われた上でリリースされたが、本作には最初にレコーディングされた歌詞が無修正のままの楽曲が収録されており、さらに音も『STOP JAP』とは異なる物となっている。

### 背景
ザ・スターリンのメジャー・デビュー・アルバムである『STOP JAP』は、リリース直前になって日本レコード協会のレコード制作基準倫理委員会の判断により、一部歌詞の修正を余儀なくされた。同作ではカラオケを制作していなかったため、結果としてボーカル以外の音もすべてレコーディングし直され、さらに音のミックスも元ドラマーのエンジニアの手によって変更されてリリースされた。

### リリース
本作は歌詞修正前にレコーディングされたオリジナル・マルチテープからの完全復刻であり、3枚組CD+DVDボックス・セット『飢餓々々帰郷』（2007年）に続く遠藤のメジャー・デビュー25周年記念企画第2弾としてリリースが決定された。本作にはオリジナル盤と同時期にシングルのB面として収録されていた「LIGHT MY FIRE」「NO FUN」のほかに、「MONEY」の未発表テイクである「YOU」、遠藤のソロ・アルバム『THE END』（1985年）収録曲である「THE STALIN」の原曲である「ネバー・マインド・ザ・ボロッカス」が収録されている。また、特典としてオリジナル盤のリリース当時に配布された『STOP JAP』プレスキットのミニチュア復刻本が封入されている。同日にはベース担当であった杉山晋太郎のソロ・アルバム『NEWTON'S OBLIGE』（1986年）も初CD化でリリースされた。2022年10月22日には14曲分のカラオケバージョンを収録した「みんなで歌おうスターリン『STOP JAP NAKED』篇」が付属しており、同作には歌入れが行われない状態でお蔵入りとなったタイトル不明の未発表音源も収録された。

## 収録曲
CD付属の歌詞カードでは全作詞が遠藤みちろう、全作曲および全編曲がTHE STALINと表記されているが、ライブ・アルバム『FOR NEVER』（1985年）において記載された作曲者名、また日本音楽著作権協会の作品データベース検索サービスに登録された作曲者名はそれぞれ個別に表記する。

### STOP JAP

#### 通常版
| #         | タイトル             | 作詞         | 作曲         | 時間  |
| --------- | -------------------- | ------------ | ------------ | ----- |
| 1.        | 「ロマンチスト」     | 遠藤みちろう | 遠藤みちろう | 2:09  |
| 2.        | 「STOP JAP」         | 遠藤みちろう | タム         | 1:50  |
| 3.        | 「極楽トンボ」       | 遠藤みちろう | 遠藤みちろう | 0:45  |
| 4.        | 「玉ネギ畑」         | 遠藤みちろう | 遠藤みちろう | 2:25  |
| 5.        | 「ソーセージの目玉」 | 遠藤みちろう | 遠藤みちろう | 1:15  |
| 6.        | 「下水道のペテン師」 | 遠藤みちろう | タム         | 1:54  |
| 7.        | 「アレルギーα」      | 遠藤みちろう | 遠藤みちろう | 0:53  |
| 8.        | 「欲情」             | 遠藤みちろう | 遠藤みちろう | 1:43  |
| 9.        | 「MONEY」            | 遠藤みちろう | 遠藤みちろう | 3:23  |
| 合計時間: | 合計時間:            | 合計時間:    | 合計時間:    | 16:17 |

| #         | タイトル                   | 作詞         | 作曲         | 時間  |
| --------- | -------------------------- | ------------ | ------------ | ----- |
| 10.       | 「STOP GIRL」              | 遠藤みちろう | 遠藤みちろう | 3:56  |
| 11.       | 「爆裂（バースト）ヘッド」 | 遠藤みちろう | 遠藤みちろう | 2:39  |
| 12.       | 「MISER」                  | 遠藤みちろう | 遠藤みちろう | 2:42  |
| 13.       | 「負け犬」                 | 遠藤みちろう | タム         | 2:03  |
| 14.       | 「アレルギーβ」            | 遠藤みちろう | 遠藤みちろう | 0:53  |
| 15.       | 「ワルシャワの幻想」       | 遠藤みちろう | 遠藤みちろう | 5:30  |
| 合計時間: | 合計時間:                  | 合計時間:    | 合計時間:    | 17:43 |

#### カセットテープ版
| #         | タイトル | 作詞  | 作曲・編曲 | 時間 |
| --------- | --- | ----- | ---------- | ---- |
| 1.        | 「ロマンチスト」 |       |            | 2:09 |
| 2.        | 「STOP JAP」 |       |            | 1:50 |
| 3.        | 「極楽トンボ」 |       |            | 0:45 |
| 4.        | 「玉ネギ畑」 |       |            | 2:25 |
| 5.        | 「ソーセージの目玉」 |       |            | 1:15 |
| 6.        | 「NO FUN」(作詞・作曲: ジェームズ・ニューエル・オスターバーグ・ジュニア、スコット・アシュトン、デイヴ・アレクサンダー、ロン・アシュトン／日本語詞：遠藤みちろう) |       |            | 3:00 |
| 7.        | 「下水道のペテン師」 |       |            | 1:54 |
| 8.        | 「アレルギーα」 |       |            | 0:53 |
| 9.        | 「欲情」 |       |            | 1:43 |
| 10.       | 「MONEY」 |       |            | 3:23 |
| 合計時間: | 合計時間: | 19:17 |            |      |

| #         | タイトル | 作詞  | 作曲・編曲 | 時間 |
| --------- | --- | ----- | ---------- | ---- |
| 11.       | 「STOP GIRL」                                                                                               |       |            | 3:56 |
| 12.       | 「爆裂（バースト）ヘッド」                                                                                  |       |            | 2:39 |
| 13.       | 「MISER」                                                                                                   |       |            | 2:42 |
| 14.       | 「LIGHT MY FIRE」(作詞・作曲: ジョン・デンスモア、レイ・マンザレク、ジム・モリソン／日本語詞：遠藤みちろう) |       |            | 1:58 |
| 15.       | 「負け犬」                                                                                                  |       |            | 2:03 |
| 16.       | 「アレルギーβ」                                                                                             |       |            | 0:53 |
| 17.       | 「ワルシャワの幻想」                                                                                        |       |            | 5:30 |
| 合計時間: | 合計時間:                                                                                                   | 19:41 |            |      |

#### ボーナストラック
| #  | タイトル | 作詞         | 作曲         | 時間 |
| -- | -------- | ------------ | ------------ | ---- |
| 1. | 「肉」   | 遠藤みちろう | 遠藤みちろう | 1:36 |

| #   | タイトル             | 作詞         | 作曲         | 時間 |
| --- | -------------------- | ------------ | ------------ | ---- |
| 16. | 「GO GO スターリン」 | 遠藤みちろう | 晋太郎       | 1:55 |
| 17. | 「カタログZ」        | 遠藤みちろう | タム         | 2:49 |
| 18. | 「先天性労働者」     | 遠藤みちろう | 晋太郎、タム | 5:14 |

| #   | タイトル                             | 作詞 | 作曲・編曲 | 時間 |
| --- | ------------------------------------ | ---- | ---------- | ---- |
| 16. | 「LIGHT MY FIRE」                    |      |            | 1:58 |
| 17. | 「アレルギー (single version)」      |      |            | 0:54 |
| 18. | 「NO FUN (single version)」          |      |            | 3:00 |
| 19. | 「ワルシャワの幻想（未発表ライヴ）」 |      |            | 6:02 |
| 20. | 「アーチスト（未発表ライヴ）」       |      |            | 3:49 |

### STOP JAP NAKED
| #         | タイトル                                                                   | 作詞  | 作曲・編曲   | 時間 |
| --------- | -------------------------------------------------------------------------- | ----- | ------------ | ---- |
| 1.        | 「ロマンチスト」                                                           |       |              | 2:12 |
| 2.        | 「STOP JAP」                                                               |       |              | 1:50 |
| 3.        | 「極楽トンボ」                                                             |       |              | 0:45 |
| 4.        | 「玉ネギ畑」                                                               |       |              | 2:32 |
| 5.        | 「ソーセージの目玉」                                                       |       |              | 1:14 |
| 6.        | 「下水道のペテン師」                                                       |       |              | 1:54 |
| 7.        | 「アレルギーα」                                                            |       |              | 0:55 |
| 8.        | 「欲情」                                                                   |       |              | 1:44 |
| 9.        | 「MONEY」                                                                  |       |              | 3:30 |
| 10.       | 「STOP GIRL」                                                              |       |              | 3:58 |
| 11.       | 「爆裂（バースト）ヘッド」                                                 |       |              | 2:40 |
| 12.       | 「MISER」                                                                  |       |              | 2:47 |
| 13.       | 「負け犬」                                                                 |       |              | 2:02 |
| 14.       | 「アレルギーβ」                                                            |       |              | 0:56 |
| 15.       | 「ワルシャワの幻想」                                                       |       |              | 5:46 |
| 16.       | 「LIGHT MY FIRE」                                                          |       |              | 1:57 |
| 17.       | 「NO FUN」                                                                 |       |              | 2:57 |
| 18.       | 「YOU」(作詞・作曲: 遠藤みちろう)                                          |       | 遠藤みちろう | 3:29 |
| 19.       | 「ネバー・マインド・ザ・ボロッカス」(作詞: 遠藤みちろう／作曲: THE STALIN) |       |              | 4:05 |
| 合計時間: | 合計時間:                                                                  | 47:13 |              |      |

### STOP JAP NAKED＜新装版＞ DISC TWO
| #         | タイトル             | 作詞  | 作曲・編曲 | 時間 |
| --------- | -------------------- | ----- | ---------- | ---- |
| 1.        | 「ロマンチスト」     |       |            | 2:10 |
| 2.        | 「STOP JAP」         |       |            | 1:49 |
| 3.        | 「極楽トンボ」       |       |            | 0:45 |
| 4.        | 「ソーセージの目玉」 |       |            | 1:14 |
| 5.        | 「下水道のペテン師」 |       |            | 1:55 |
| 6.        | 「アレルギー」       |       |            | 0:54 |
| 7.        | 「欲情」             |       |            | 1:44 |
| 8.        | 「MONEY」            |       |            | 3:31 |
| 9.        | 「STOP GIRL」        |       |            | 3:56 |
| 10.       | 「MISER」            |       |            | 2:47 |
| 11.       | 「負け犬」           |       |            | 2:02 |
| 12.       | 「ワルシャワの幻想」 |       |            | 5:46 |
| 13.       | 「LIGHT MY FIRE」    |       |            | 1:57 |
| 14.       | 「NO FUN」           |       |            | 2:58 |
| 15.       | 「UNKNOWN TITLE」    |       |            | 1:21 |
| 合計時間: | 合計時間:            | 34:49 |            |      |

## スタッフ・クレジット
- CD付属の歌詞カードに記載されたクレジットを参照[61]。

### ザ・スターリン
- ミチロウ – ボーカル
- タム – ギター
- 杉山シンタロウ – ベース
- イヌイ・ジュン – ドラムス

### スタッフ
- 森脇美貴夫 – プロデューサー[2]
- 加藤正文 – ディレクター[2]
- 島雄一 – レコーディング・エンジニア[18]

## チャート
| チャート         | 最高順位 | 登場週数 | 売上数   | 規格       | 出典   |
| ---------------- | -------- | -------- | -------- | ---------- | ------ |
| 日本（オリコン） | 48位     | 4回      | 0.7万枚  | LP         | [ 63 ] |
| 日本（オリコン） | 3位      | -        | 12.6万枚 | LP, CT, CD | [ 21 ] |

## リリース日一覧
| No. | リリース日     | レーベル                             | 規格         | カタログ番号 | 備考                                                                                     | 出典          |
| --- | -------------- | ------------------------------------ | ------------ | ------------ | ---------------------------------------------------------------------------------------- | ------------- |
| 1   | 1982年7月1日   | 徳間音楽工業／クライマックスレコード | LP           | CMC-2505     | 初回プレスは赤いヴィニールレコード、ソノシート『肉』付属                                 | [ 64 ]        |
| 2   | 1982年7月1日   | 徳間音楽工業／クライマックスレコード | CT           | 25CMC-1006   | 「LIGHT MY FIRE」および「NO FUN」を収録                                                  |               |
| 3   | 1988年         | 徳間ジャパン／VIVID SOUND            | LP           | PRL-1017     | 赤いヴィニールレコードでソノシート『肉』が付属した初回プレスの限定復刻盤                 |               |
| 4   | 1988年7月25日  | 徳間ジャパン／WAX RECORDS            | CD           | 32WXD-105    | 12インチシングル「GO GO スターリン」の3曲を追加し『STOP JAP+GO GO STALIN』としてリリース |               |
| 5   | 1993年12月21日 | 徳間ジャパン／WAX RECORDS            | CD           | TKCA-70221   | 『STOP JAP+GO GO STALIN』の再リリース                                                    | [ 65 ]        |
| 6   | 1998年8月26日  | 徳間ジャパン／WAX RECORDS            | CD           | TKCA-71437   | デジパック仕様                                                                           | [ 48 ] [ 66 ] |
| 7   | 2003年10月22日 | 徳間ジャパン／クライマックスレコード | CD           | TKCA-72602   | デジタルリマスタリング盤、紙ジャケット仕様、ボーナストラック5曲追加収録                  | [ 67 ] [ 68 ] |
| 8   | 2007年10月24日 | いぬん堂                             | CD           | WC-055       | 『STOP JAP NAKED』としてリリース                                                         | [ 69 ] [ 70 ] |
| 9   | 2007年4月4日   | 徳間ジャパン                         | AAC-LC       | -            | デジタル・ダウンロード                                                                   | [ 71 ]        |
| 10  | 2015年5月13日  | 徳間ジャパン／WAX RECORDS            | SHM-CD       | TKCA-10115   | 紙ジャケット仕様                                                                         | [ 49 ] [ 1 ]  |
| 11  | 2015年5月13日  | 徳間ジャパン                         | AAC-LC       | -            | デジタル・ダウンロード                                                                   |               |
| 12  | 2015年5月13日  | 徳間ジャパン                         | ハイレゾFLAC | -            | デジタル・ダウンロード                                                                   |               |
| 13  | 2016年7月13日  | 徳間ジャパン                         | LP           | TKJA-10071   | 180グラム重量盤                                                                          | [ 72 ]        |
| 14  | 2020年9月30日  | 徳間ジャパン                         | UHQCD        | TKCA-10517   | 徳間ジャパンコミュニケーションズ創立55周年企画                                           | [ 74 ] [ 75 ] |
| 15  | 2022年10月22日 | いぬん堂                             | 2枚組CD      | WC-555       | 『STOP JAP NAKED』の新装版としてカラオケバージョン収録のCDと2枚組でリリース              | [ 76 ] [ 77 ] |